# Tom Ruud
Thomas Robert Ruud (Olivia, 26 luglio 1953) è un giocatore di football americano statunitense che ha militato nel ruolo di linebacker nella National Football League (NFL).

## Carriera
Al college Ruud giocò a football per i Nebraska Cornhuskers. Fu scelto nel corso del primo giro (19º assoluto) del Draft NFL 1975 dai Buffalo Bills, giocandovi fino al 1977. Chiuse la carriera nel 1978 e 1979 con i Cincinnati Bengals. Complessivamente disputò 59 gare da professionista, di cui 3 come titolare, con 5 fumble recuperati.